# Шматоваленко, Сергей Сергеевич (1989)
Серге́й Серге́евич Шматова́ленко (15 января 1989, Киев, Украинская ССР, СССР) — украинский футболист, защитник.
Сын советского и украинского футболиста Сергея Шматоваленко. Воспитанник киевского «Динамо». В ДЮФЛ играл также за киевские «Евробис», «Смену-Оболонь» и ДЮСШ-15. В 2004 году сыграл 1 матч за юношескую сборную Украины. В 2006—2010 годах играл за «Динамо-3» (28 матчей во второй лиге), «Динамо»-2 (1 матч в первой лиге) и дубль/молодёжную команду «Динамо» (26 матчей). В 2010 году играл в кировоградской «Звезде» из первой лиги. В январе 2011 года получил травму и выбыл на полгода. В конце августа был на просмотре в латвийском «Сконто», но был заявлен за команду только в 2012 году. Провёл 12 матчей и в том же году в возрасте 23 лет завершил карьеру из-за травмы.

## Достижения
- Обладатель Кубка Латвии 2012[3]